# Тиран-плоскодзьоб малий
Тиран-плоскодзьоб малий (Ramphotrigon megacephalum) — вид горобцеподібних птахів родини тиранових (Tyrannidae). Мешкає в Південній Америці.

## Опис

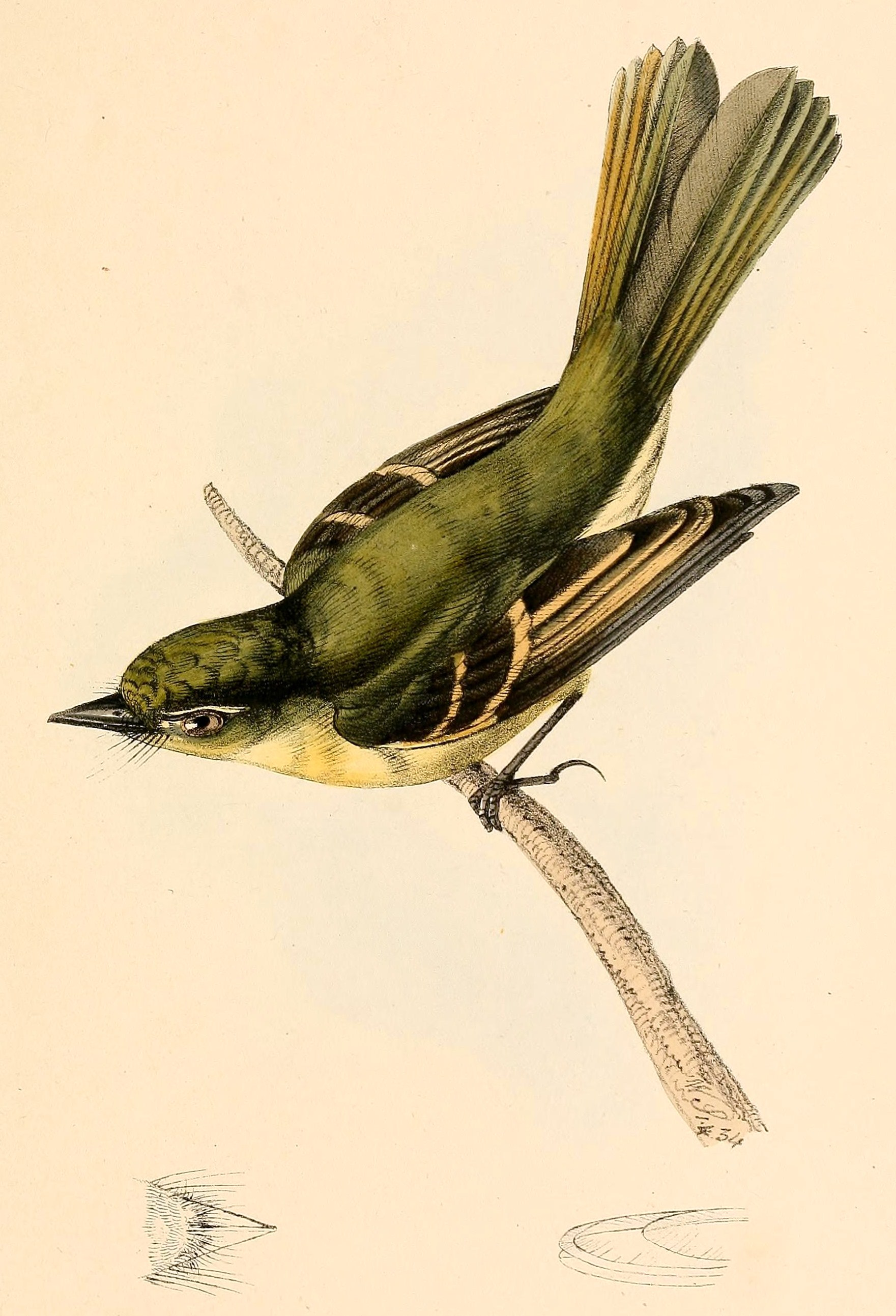
Малий тиран-плоскодзьоб

Довжина птаха становить 12,5-13,2 см, вага 13-15 г. Тім'я і верхня частина тіла темно-оливкові, покривні пера крил білуваті або жовтуваті. Крила і хвіст темні, на крилах дві охристі смуги, махові пера мають жовтувато-охристі краї. Горло білувате або жовтувате, груди сірувато-оливкові, легко поцятковані жовтуватими смужками, живіт блідо-жовтий. Очі карі, дзьоб пласткий, чорний, біля основи тьмяно-рожевий, лапи сірі. Виду не притаманний статевий диморфізм.

## Підвиди
Виділяють чотири підвиди:
- R. m. pectorale Zimmer, JT & Phelps, WH, 1947 — від південної Колумбії до східного Еквадору і південної Венесуели;
- R. m. venezuelense Phelps, WH & Gilliard, 1941 — північний захід Венесуели;
- R. m. bolivianum Zimmer, JT, 1939 — схід Перу, захід Бразильської Амазонії і північ Болівії;
- R. m. megacephalum (Swainson, 1835) — від південного сходу Бразилії (на південь від Мінас-Жерайса) до південно-східного Парагвая і північно-східної Аргентини.

## Поширення і екологія
Малі тирани-плоскодзьоби мешкають у Венесуелі, Колумбії, Еквадорі, Перу, Болівії, Бразилії, Аргентині і Парагваї. Вони живуть в чагарниковому і бамбуковому підліску вологих рівнинних, заболочених і гірських тропічних лісів та на плантаціях. Живляться комахами. У кладці 2 яйця.